# Frades, Galicia
Frades là một đô thị của Tây Ban Nha ở tỉnh A Coruña trong cộng đồng tự trị của Galicia.